# Adrian Grenier
Adrian Grenier (Santa Fe, 10 luglio 1976) è un attore, regista e musicista statunitense.

## Biografia
Nato nel Nuovo Messico ma cresciuto a Brooklyn, New York, studia alla "Fiorello H. LaGuardia High School" e in seguito studia recitazione al "Bard College". Debutta nel 1997 nel film indipendente Arresting Gena, in seguito ottiene una parte nel film di Woody Allen Celebrity del 1998. Nel 1999 recita al fianco di Melissa Joan Hart nella commedia Drive Me Crazy, comparendo nel video di Britney Spears (You Drive Me) Crazy che fa da colonna sonora al film. Negli anni seguenti prende parte ai film A morte Hollywood, Harvard Man, A.I. - Intelligenza artificiale e Sotto corte marziale. Nel 2002 dirige e produce il documentario Shot in the Dark.
Nel 2003 torna a lavorare per Woody Allen in Anything Else, mentre l'anno successivo entra nel cast della serie televisiva cult Entourage, dove interpreta Vincent Chase. Ma la vera notorietà gli arriva nel 2006 partecipando alla commedia di successo Il diavolo veste Prada dove interpreta Nate il fidanzato di Andy, interpretata da Anne Hathaway. Nello stesso anno scrive e dirige il cortometraggio Euthanasia. Oltre all'attività di attore, Grenier suona la chitarra, il corno e il pianoforte ed è membro della band newyorkese The Honey Brothers.

## Filmografia

### Attore

#### Cinema
- Hurricane, regia di Morgan J. Freeman (1997)
- Arresting Gena, regia di Hannah Weyer (1997)
- Celebrity, regia di Woody Allen (1998)
- The Adventures of Sebastian Cole, regia di Tod Williams (1998)
- Fishes Outta Water, regia di Jim Swaffield (1998)
- Drive Me Crazy, regia di John Schultz (1999)
- A morte Hollywood (Cecil B. DeMented), regia di John Waters (2000)
- Harvard Man, regia di James Toback (2001)
- A.I. - Intelligenza artificiale (A.I. Artificial Intelligence), regia di Steven Spielberg (2001)
- Love in the Time of Money, regia di Peter Mattei (2002)
- Sotto corte marziale (Hart's War), regia di Gregory Hoblit (2002)
- Bringing Rain, regia di Noah Buschel (2003)
- Anything Else, regia di Woody Allen (2003)
- Tony n' Tina's Wedding, regia di Roger Paradiso (2004)
- A Perfect Fit, regia di Ron Brown (2005)
- Across the Hall, regia di Alex Merkin - cortometraggio (2005)
- Il diavolo veste Prada (The Devil Wears Prada), regia di David Frankel (2006)
- Off Hour, regia di Daniel Frei - cortometraggio (2007)
- Adventures of Power, regia di Ari Gold (2008)
- True Bromance, regia di Sebastian Doggart (2011)
- Goodbye World, regia di Denis Henry Hennelly (2013)
- Entourage, regia di Doug Ellin (2015)
- Sex, Death and Bowling, regia di Ally Walker (2015)
- Trash Fire, regia di Richard Bates Jr. (2016)
- I predoni (Marauders), regia di Steven C. Miller (2016)
- Arsenal, regia di Steven C. Miller (2017)
- Affairs of State - Intrighi di Stato (Affairs of State), regia di Eric Bross (2018)
- Le ragazze del Pandora's Box (Stage Mother), regia di Thom Fitzgerald (2020)
- Freeze, regia di Maya Albanese - cortometraggio (2020)

#### Televisione
- Entourage – serie TV, 96 episodi (2004-2011)
- Love at First Glance, regia di Kevin Connor - film TV (2017)
- Dope State, regia di Casey Rup e Gabriel Sunday - film TV (2019)
- Christmas at Graceland: Home for the Holidays, regia di Eric Close - film TV (2019)
- Clickbait - miniserie TV (2021)

### Regista
- Shot in the Dark - documentario (2002) (anche produttore)
- Euthanasia - cortometraggio (2006) (anche sceneggiatore)
- Teenage Paparazzo - documentario (2010) (anche sceneggiatore)
- We the Economy: 20 Short Films You Can't Afford to Miss, regia collettiva - documentario (2014)

## Doppiatori italiani
Nelle versioni in italiano dei suoi film, Adrian Grenier è stato doppiato da:
- Francesco Venditti ne Il diavolo veste Prada, Entourage (film), Le ragazze del Pandora's Box, Clickbait
- Federico Di Pofi in Entourage (st. 1-3), Affairs of State - Intrighi di stato
- Alessandro Tiberi in Drive Me Crazy
- Marco Baroni in A morte Hollywood
- Corrado Conforti in Sotto corte marziale
- Marco Vivio in Entourage (st. 4-8)
- Luca Ciarciaglini ne I predoni
- Luciano Palermi in Drive Me Crazy (ridoppiaggio)